# Kiana James
Kayla Klink (* 23. Mai 1997 in Sioux City, Iowa) ist eine US-amerikanische Wrestlerin. Sie steht derzeit bei der WWE unter Vertrag und tritt regelmäßig in deren Show WWE Raw auf. Ihr bislang größter Erfolg ist der Erhalt der NXT Women’s Tag Team Championship.

## Wrestling-Karriere

### Erste Anfänge (2021)
Am 21. September 2021 gab sie für All Elite Wrestling unter dem Ringnamen Xtina Kay ihr Debüt, das Match verlor sie jedoch.

### World Wrestling Entertainment (seit 2022)
Am 1. Februar 2022 gab sie bei der WWE unter dem Ringnamen Kayla Inlay bei NXT ihr Debüt, das Match verlor sie jedoch. Am 17. Mai 2022 kehrte sie als Kiana James beim Women’s Breakout Tournament zurück. In der ersten Runde verlor sie gegen Roxanne Perez. Hiernach begann sie eine kurze Fehde gegen Dana Brooke, diese konnte sie gewinnen. Darauffolgend begann sie eine Fehde gegen Fallon Henley, welche sie gewann. Ihre Fehde mit Henley beendete sie am 27. Dezember 2022, nachdem sie eine Niederlage gegen Henley eingesteckt hatte. Im Januar 2023 verbündete sie sich mit Fallon Henley. Am 4. Februar 2023 gewann sie zusammen mit Henley die NXT Women’s Tag Team Championship. Hierfür besiegten sie Katana Chance und Kayden Carter. Die Regentschaft hielt 56 Tage, sie verloren die Titel am 1. April 2023 bei NXT Stand & Deliver (2023) an Alba Fyre und Isla Dawn.

## Titel und Auszeichnungen
- World Wrestling Entertainment
  - NXT Women’s Tag Team Championship (1×) mit Fallon Henley